# Вест-Ейтенз (Каліфорнія)
Вест-Ейтенз (англ. West Athens) — переписна місцевість (CDP) в США, в окрузі Лос-Анджелес штату Каліфорнія. Населення — 9393 особи (2020).

## Географія
Вест-Ейтенз розташований за координатами 33°55′24″ пн. ш. 118°18′12″ зх. д. / 33.92333° пн. ш. 118.30333° зх. д. (33.923455, -118.303297).  За даними Бюро перепису населення США в 2010 році переписна місцевість мала площу 3,46 км², уся площа — суходіл.

## Демографія
Згідно з переписом 2010 року, у переписній місцевості мешкало 8729 осіб у 2525 домогосподарствах у складі 2029 родин. Густота населення становила 2522 особи/км².  Було 2691 помешкання (777/км²).
Расовий склад населення:
| - 52,4 % — чорних або афроамериканців - 18,1 % — білих - 1,3 % — азіатів - 0,4 % — корінних американців - 0,1 % — вихідців з тихоокеанських островів - 24,4 % — осіб інших рас |

До двох чи більше рас належало 3,3 %. Частка іспаномовних становила 44,0 % від усіх жителів.
За віковим діапазоном населення розподілялося таким чином: 29,1 % — особи молодші 18 років, 60,6 % — особи у віці 18—64 років, 10,3 % — особи у віці 65 років та старші. Медіана віку мешканця становила 32,1 року. На 100 осіб жіночої статі у переписній місцевості припадало 91,5 чоловіків;  на 100 жінок у віці від 18 років та старших — 86,7 чоловіків також старших 18 років.
Середній дохід на одне домашнє господарство  становив 53 408 доларів США (медіана — 42 051), а середній дохід на одну сім'ю — 57 316 доларів (медіана — 45 927). Медіана доходів становила 35 794 долари для чоловіків та 32 500 доларів для жінок. За межею бідності перебувало 25,7 % осіб, у тому числі 43,2 % дітей у віці до 18 років та 18,8 % осіб у віці 65 років та старших.
Цивільне працевлаштоване населення становило 3738 осіб. Основні галузі зайнятості: освіта, охорона здоров'я та соціальна допомога — 19,7 %, науковці, спеціалісти, менеджери — 14,6 %, виробництво — 13,6 %.